# آهن(II) فلوئورید
آهن(II) فلوئورید (به انگلیسی: Iron(II) fluoride) با فرمول شیمیایی FeF۲ یک ترکیب شیمیایی با شناسه پاب‌کم ۵۲۲۶۹۰ است. که جرم مولی آن ۹۳٫۸۴ g/mol می‌باشد. شکل ظاهری این ترکیب، جامد بلوری سفید است.